# Retimo
Retimo (in passato anche Retimno o Rettimo; in greco Ρέθυμνο?, Réthymno), è un comune greco situato lungo la costa settentrionale dell'isola di Creta. Capoluogo dell'omonima unità periferica, con 32468 abitanti è la terza città dell'isola per popolazione e una delle sue principali mete turistiche.
A seguito della riforma amministrativa detta Programma Callicrate (in vigore dal gennaio 2011), che ha abolito le prefetture e accorpato numerosi comuni, Retimo è ora capoluogo di un comune con un'estensione di 397 km² e 55525 abitanti. La città è sede dell'Università di Creta e uno dei principali poli culturali dell'isola.

## Geografia fisica
La città di Retimo è situata nella metà occidentale di Creta lungo la costa del Mar Egeo, 140 km ad ovest di Candia (Iraklio) e 65 km ad est della Canea. Il nucleo antico dell'abitato, sviluppatosi sotto le pendici di un'antica acropoli poi fortificata dai veneziani, è raccolto attorno ad un porticciolo dal quale si estende verso est un ampio litorale sabbioso costellato di strutture alberghiere e turistiche. Il tessuto urbano del centro storico, piuttosto ben conservato e largamente pedonalizzato, mantiene un carattere pittoresco grazie alla compresenza di calli e portali di impronta veneziana e di moschee e minareti dell'epoca ottomana.

## Storia
Dell'antico insediamento che occupava il sito dell'odierna città si hanno scarse informazioni. Scavi archeologici hanno dimostrato che la città coniava le proprie monete in periodo ellenistico, il che fa supporre che fosse dedita a floridi commerci. Alcuni scrittori del III secolo d.C. fanno riferimento alla città e ad un suo tempio dedicato ad Artemide. Scarse sono le informazioni nel successivo periodo bizantino; negli anni della dominazione veneziana (iniziata nel 1212) aveva qui sede un rettore il quale rispondeva al duca che risiedeva a Candia.

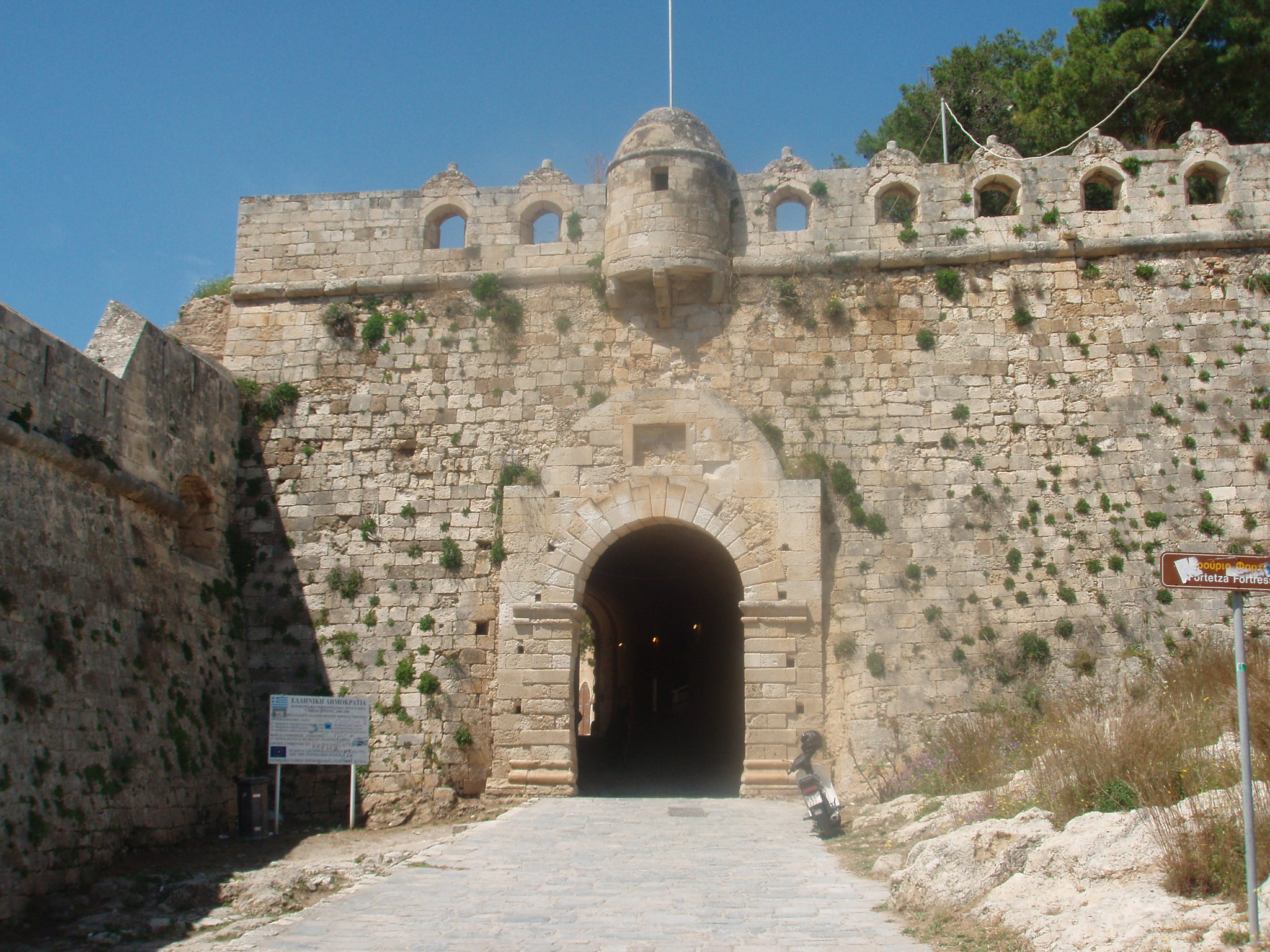
Ingresso della fortezza di Retimo

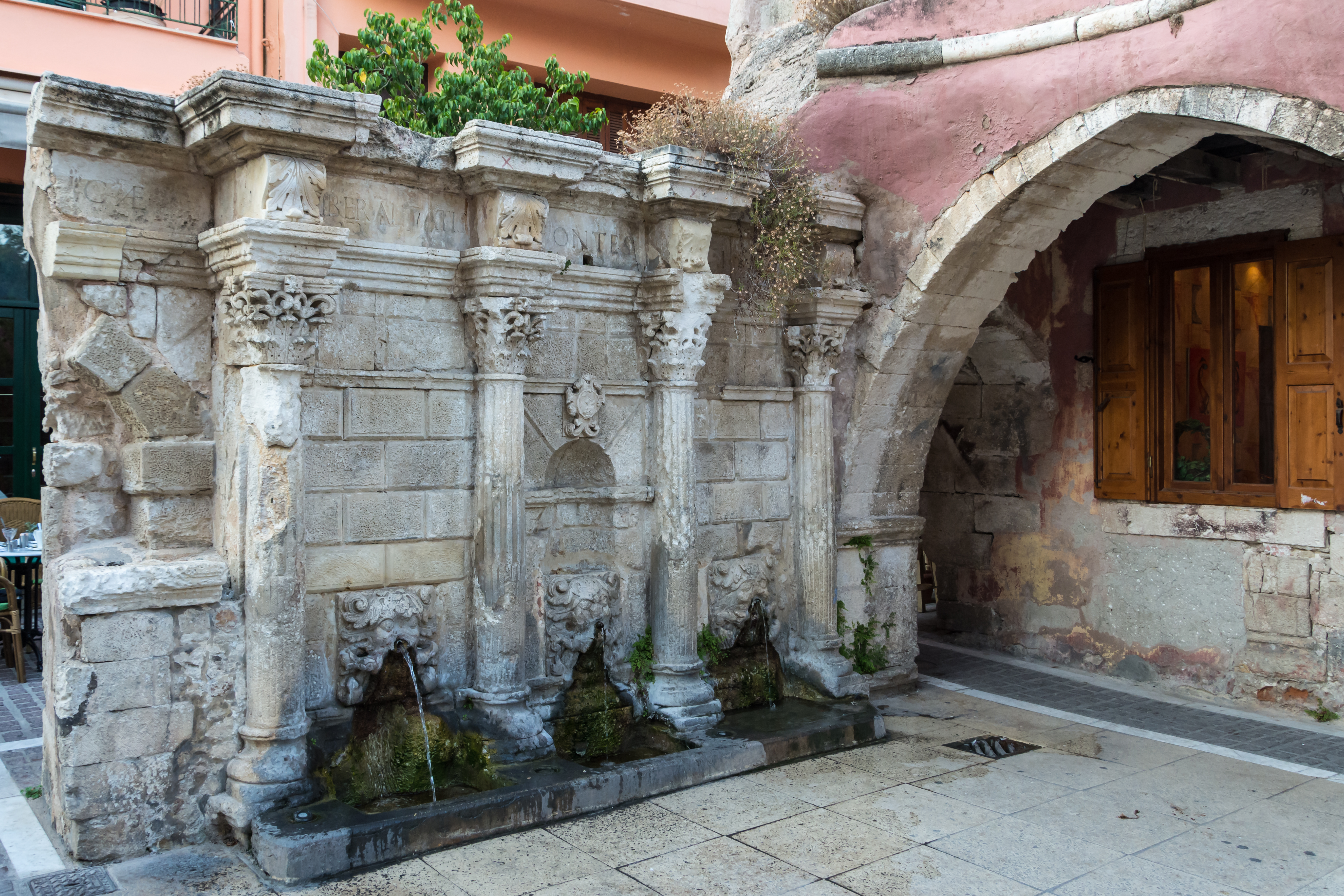
La fontana Raimondi

Nel secolo XVI la presenza ottomana nel Mediterraneo orientale si fece sempre più minacciosa e, al pari di Cipro, Creta fu soggetta a sempre più frequenti incursioni piratesche saracene. Fu così che nel 1540 si avviò la costruzione di una cinta muraria disegnata dall'architetto Michele Sammicheli: l'opera fu ultimata nel 1570, ma non valse ad impedire l'anno successivo il saccheggio della città da parte del corsaro Occhialì. Sempre nel 1571 Cipro si arrese agli ottomani e ciò fece di Creta il nuovo principale obiettivo di conquista della Sublime Porta, per cui i veneziani si affrettarono ad ampliare e fortificare il castello che sorgeva sul promontorio. La nuova fortezza, disegnata all'architetto militare Sforza Pallavicini e impostata secondo i canoni della fortificazione alla moderna, fu progettata per poter contenere, in caso d'assedio, l'intera popolazione cittadina. Contemporaneamente la città acquisiva uno stile rinascimentale italiano: fu costruita la piazza centrale, il corso, la loggia. Tutti gli sforzi di ammodernamento furono tuttavia vani: quando nel 1646 i turchi sferrarono l'attacco a Creta, dopo la veloce presa della Canea le truppe di Gazi Hüseyin Pascià giunsero di fronte a Retimo e la cinsero d'assedio, costringendola alla resa il 13 novembre dopo una resistenza di poche settimane. 

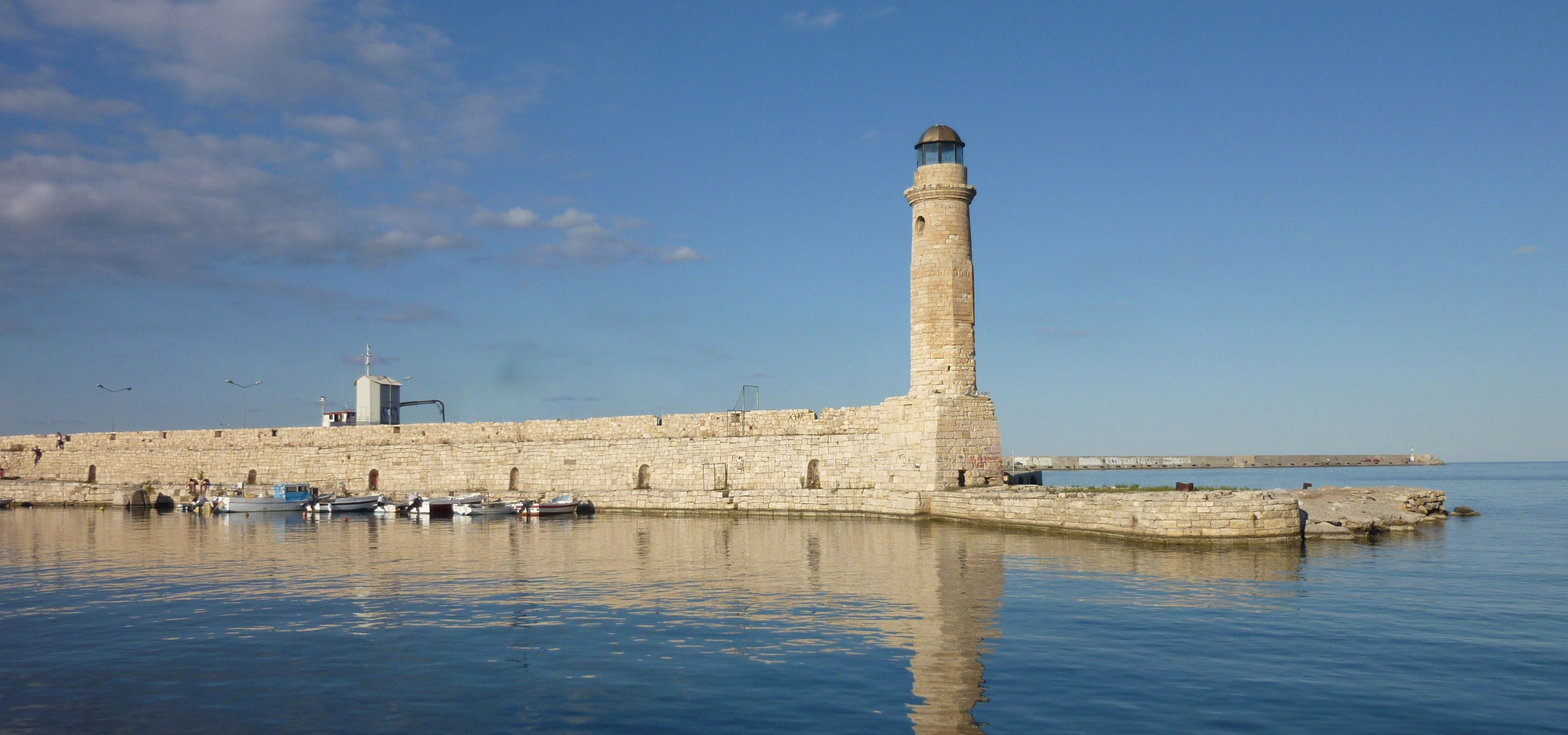
Il faro all'ingresso del porto

Durante il periodo ottomano la città mantenne il proprio impianto urbanistico originario, ma le chiese furono trasformate in moschee e si elevarono nuovi minareti; le antiche case dei patrizi veneziani che avevano abbandonato l'isola furono poi adattate al gusto dei nuovi padroni. Nei due secoli e mezzo di amministrazione ottomana la città conobbe un periodo di decadenza e la tendenza all'insabbiamento del porto ridusse ulteriormente il ruolo di Retimo a livello commerciale. Nel XIX secolo, come del resto in tutta l'isola, crebbe l'insofferenza greca verso i governanti ottomani e si moltiplicarono gli episodi di resistenza, fra cui l'insurrezione del 1866 che culminò nell'ancor oggi celebrato sacrificio collettivo nel monastero di Arkadi.

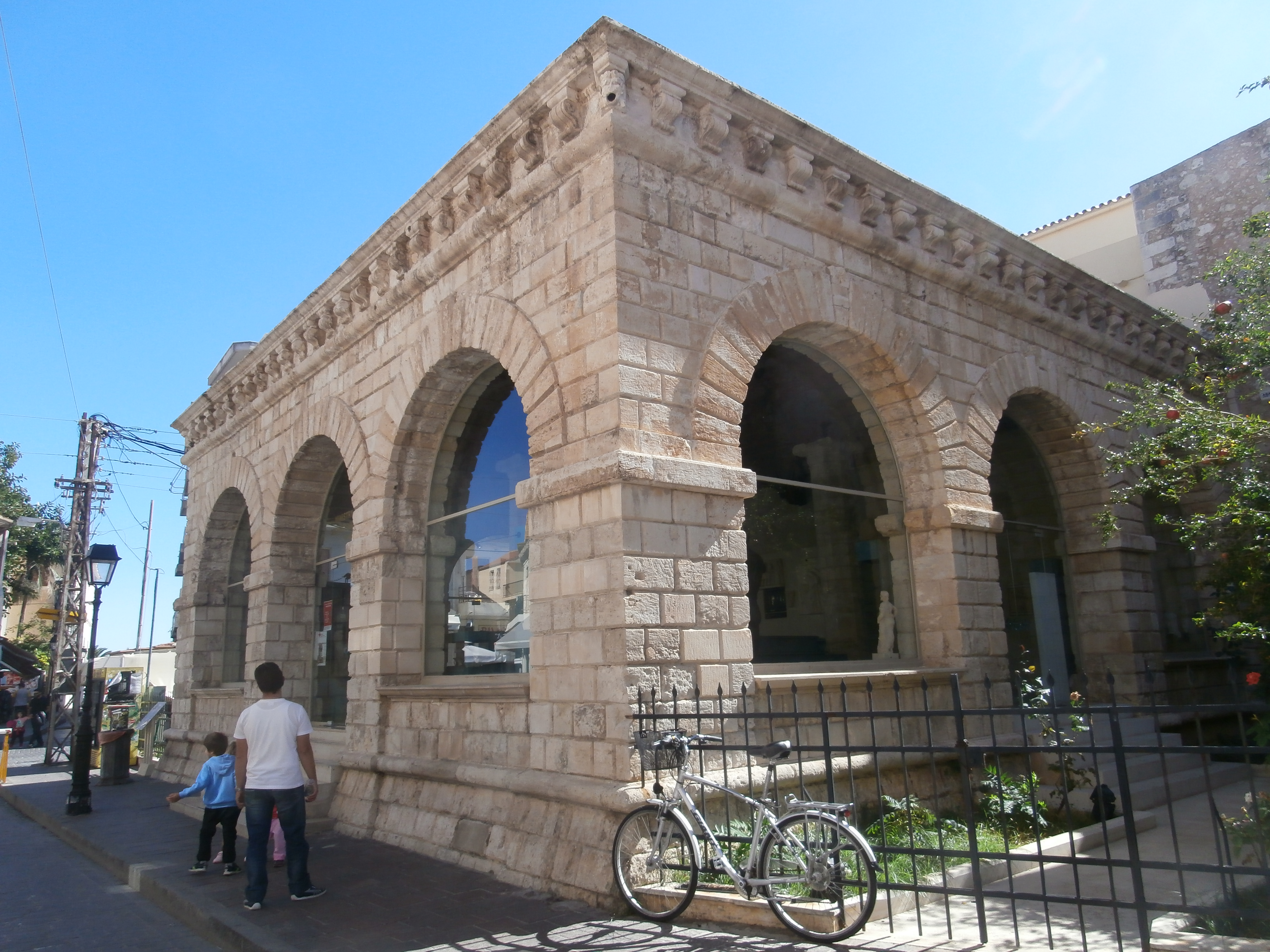
La loggia veneziana

Nel 1897, anno in cui fu costituito lo Stato autonomo di Creta sotto la giurisdizione formale della Sublime Porta, iniziò un rapido processo di avvicinamento dell'isola al Regno di Grecia, processo che culminò con la definitiva annessione nel 1913 e con l'esodo della minoranza turca che da secoli si era stabilita sull'isola per effetto dello scambio di popolazioni sancito dal Trattato di Losanna (1924).

Durante la seconda guerra mondiale Retimo, come altre città cretesi della costa settentrionale, fu duramente bombardata dalla Luftwaffe in previsione di uno sbarco delle truppe tedesche che avvenne nel maggio 1941 (battaglia di Creta), ma fortunatamente le distruzioni e la successiva ricostruzione del dopoguerra non alterarono l'aspetto della città, che tuttavia continuò a versare in uno stato di arretratezza: la corrente elettrica giunse solo nel 1960. Grazie al turismo soprattutto internazionale, sviluppatosi continuamente a partire dal 1970, e ai fondi di sviluppo dell'Unione Europea, la città ha vissuto una rinascita che nel giro di pochi decenni le ha riassegnato il ruolo di capitale culturale dell'isola.

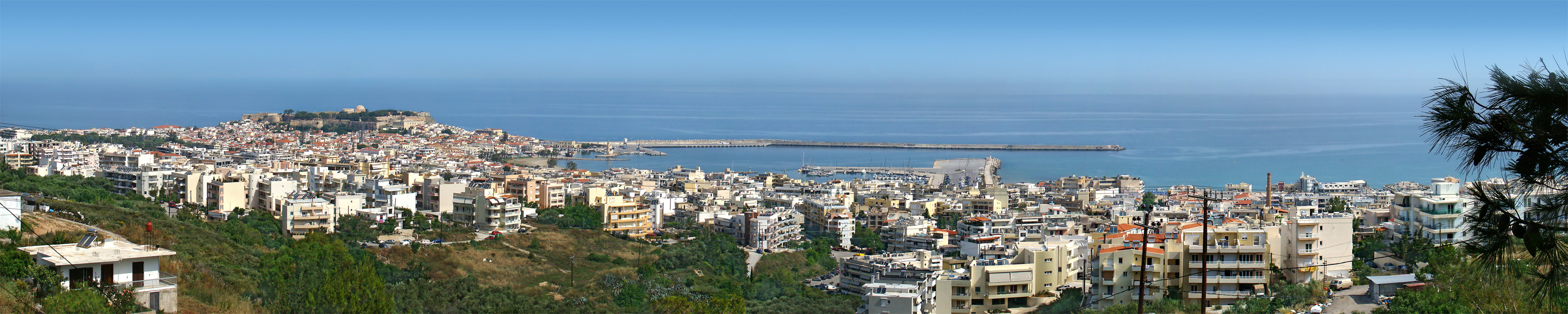
Vista panoramica di Retimo

## Monumenti e luoghi d'interesse

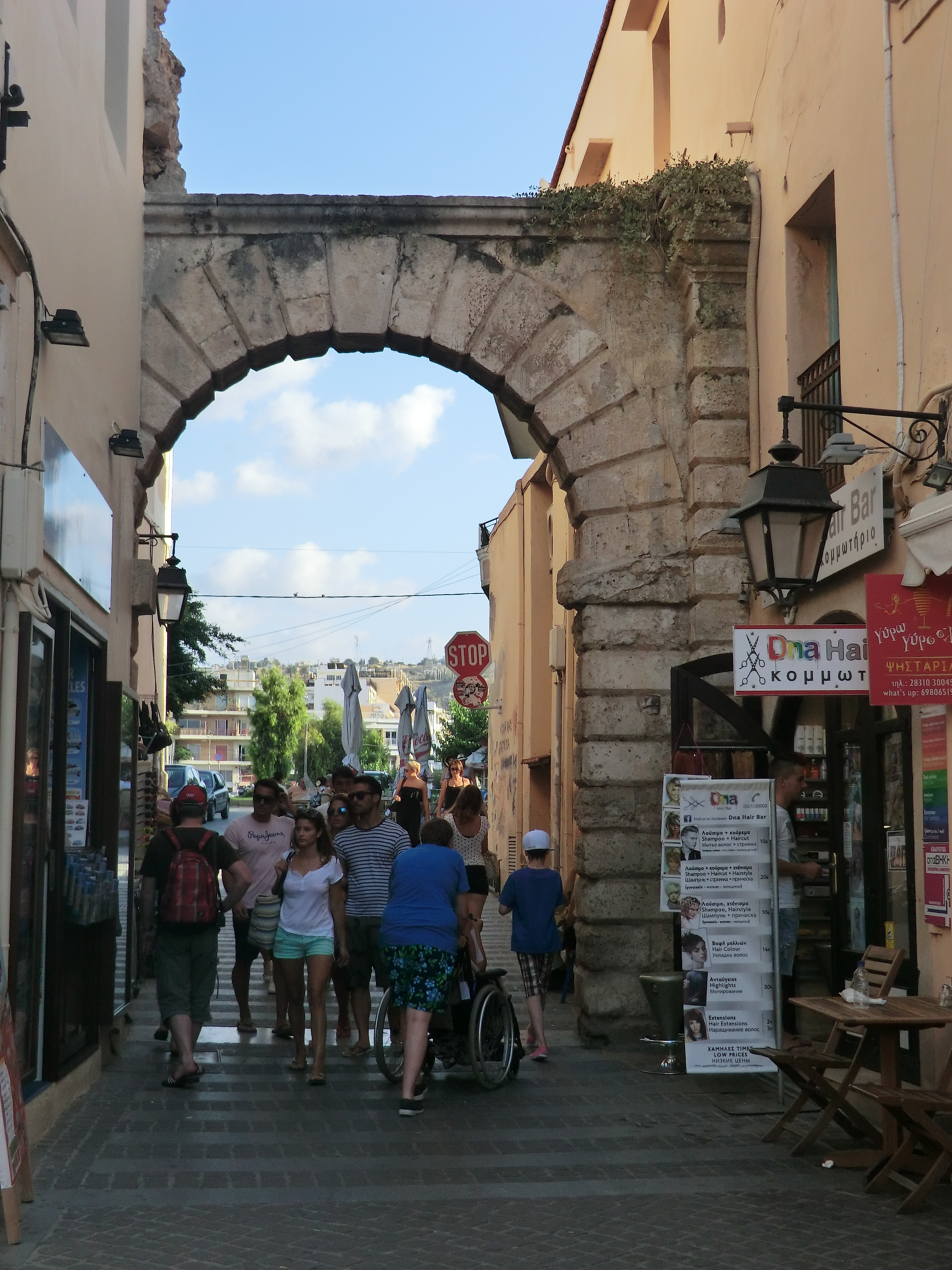
La Porta Guora - ultima testimonianza delle mura rinascimentali cittadine

- La Porta Guora - ultima testimonianza delle mura rinascimentali cittadineLa fortezza veneziana, perfettamente conservata, si erge su un promontorio ad ovest del porto e domina la città vecchia. Fu costruita tra il 1573 e il 1582 e tra i pochi edifici rimasti al suo interno vi sono la cattedrale di San Nicola trasformata successivamente in moschea.
- La porta Guora (dal nome di Jacopo Guoro, rettore della città in epoca veneziana) era la porta principale delle mura cittadine del XVI secolo. Da qui una strada conduceva alla piazza principale.
- La loggia veneziana, di stile rinascimentale, fu costruita nel XVI secolo. Ha forma quadrata con tre archi su ogni lato. In epoca ottomana fu convertita in moschea ed oggi ospita l'ufficio del turismo.
- La fontana Raimondi, ornata da capitelli corinzi, il cui aspetto attuale risale al rifacimento del 1628; il nome deriva dall'allora governatore Alvise Raimondi.
- Il minareto della moschea Nerandzes, visibile in molti scorci cittadini.
- Il museo archeologico espone reperti provenienti da scavi archeologici nel territorio del circondario.
- Cattedrale ortodossa della Presentazione, architettura moderna del 1956. Di particolare rilievo la torre del 1844. È sede della metropolia di Retimo e Aulopotamo.

## Dintorni
- Caratteristico il villaggio di Chromonastiri sito a 11 km dalla città.
- Chiesa e monastero della Vergine Maria a Myriokefala.
- Villaggio di Roussospiti a 9 km a sud-est, con le sue case veneziane
- Amnatos, villaggio a 17 km dal capoluogo.
- Necropoli di Armeni, tra le più grandi dell'isola.
- Maroulas, villaggio tradizionale in stile veneziano 10 km a sud-est della città.
- Roustika, villaggio a 21 km dal capoluogo.

## Geografia antropica

### Suddivisioni
Il comune di Retimo è suddiviso in cinque quartieri: Arkadi, Lappa, Nikiforos, Fokas e Retimo, che corrispondono ai 5 comuni che fino al 2010 erano autonomi. Ogni quartiere è a sua volta diviso in 45 comunità locali, di cui le più popolose sono: Retimo, Atsipopoulo, Adele, Pangalochori, Prines, Gerani, Chamalevri e Pigi.